# Luther Vandross (album)
Luther Vandross è il dodicesimo ed omonimo album in studio del cantautore statunitense Luther Vandross, pubblicato nel 2001.

## Tracce
1. Take You Out – 3:25
2. Grown Thangs – 4:32
3. Bring Your Heart to Mine – 4:21
4. Can Heaven Wait – 5:35
5. Say It Now – 4:32
6. Hearts Get Broken All the Time (But the Problem Is, This Time It's Mine) – 5:19
7. I'd Rather – 4:51
8. How Do I Tell Her – 4:17
9. Any Day Now – 5:11
10. If I Was the One – 4:19
11. Let's Make Tonight the Night – 4:17
12. Like I'm Invisible – 4:00
13. Are You There (With Another Guy) – 5:55
14. Love Forgot + You Really Started Something – 10:13